# Államok vezetőinek listája 1991-ben
Ezen az oldalon az 1991-ben fennálló államok vezetőinek névsora olvasható földrészek, majd országok szerinti bontásban.

## Európa
- Albánia (köztársaság)
- Az Albán Szocialista Népköztársaság 1991. április 30-án vette fel az Albán Köztársaság nevet.
  - A kommunista párt főtitkára – Ramiz Alia (1985–1991), lista
  - Államfő - Ramiz Alia (1982–1992), lista
  - Kormányfő - 
    1. Adil Çarçani (1981–1991) Az Albán Minisztertanács elnöke
    2. Fatos Nano (1991)
    3. Ylli Bufi (1991)
    4. Vilson Ahmeti (1991–1992), lista
- Andorra (parlamentáris társhercegség)
  - Társhercegek
    - Francia társherceg - François Mitterrand (1981–1995), lista
    - Episzkopális társherceg - Joan Martí i Alanis (1971–2003), lista

  - Kormányfő - Òscar Ribas Reig (1990–1994), lista
- Ausztria (szövetségi köztársaság)
  - Államfő - Kurt Waldheim (1986–1992), lista
  - Kancellár - Franz Vranitzky (1986–1997), szövetségi kancellár lista
- Azerbajdzsán (köztársaság)
- Az Azerbajdzsáni Szovjet Szocialista Köztársaság 1991. augusztus 30-án kiáltotta ki függetlenségét.
  - Államfő - Ayaz Mütəllibov (1990–1992), lista
  - Kormányfő - Hasan Hasanov (1990–1992), lista
- Belgium (parlamentáris monarchia)
  - Uralkodó - I. Baldvin király (1951–1993)
  - Kormányfő - Wilfried Martens (1981–1992), lista
- Bulgária (köztársaság)
  - Államfő - Zselju Zselev (1990–1997), lista
  - Kormányfő - 
    1. Dimitar Popov (1990–1991)
    2. Filip Dimitrov (1991–1992), lista
- Ciprus (köztársaság)
  - Államfő - Jórgosz Vaszilíu (1988–1993), lista
  -  Észak-Ciprus (szakadár állam, csak Törökország ismeri el)
    - Államfő - Rauf Raif Denktaş (1975–2005), lista
    - Kormányfő - Derviş Eroğlu (1985–1994), lista
- Cseh és Szlovák Szövetségi Köztársaság (köztársaság)
  - Államfő - Václav Havel (1989–1992), lista
  - Kormányfő - Marián Čalfa (1989–1992), lista
- Dánia (parlamentáris monarchia)
  - Uralkodó - II. Margit királynő (1972–2024)
  - Kormányfő - Poul Schlüter (1982–1993), lista
  -  Feröer –
    - Kormányfő –
      1. Jógvan Sundstein (1989–1991)
      2. Atli Pætursson Dam (1991–1993), lista

  -  Grönland
    - Kormányfő – 
      1. Jonathan Motzfeldt (1979–1991)
      2. Lars Emil Johansen (1991–1997), lista
- Egyesült Királyság (parlamentáris monarchia)
  - Uralkodó - II. Erzsébet Nagy-Britannia királynője (1952–2022)
  - Kormányfő - John Major (1990–1997), lista
  -  Gibraltár (brit tengerentúli terület)
    - Kormányzó - Sir Derek Reffell (1989–1993), lista
    - Főminiszter - Joe Bossano (1988–1996), lista

  -  Guernsey Bailiffség (brit koronafüggőség)
    - Alkormányzó - Sir Michael Wilkins (1990–1994), lista

  -  Jersey Bailiffség (brit koronafüggőség)
    - Alkormányzó - Sir John Sutton (1990–1995), lista

  -  Man-sziget (brit koronafüggőség)
    - Alkormányzó - Sir Laurence Jones (1990–1995), lista
    - Főminiszter - Miles Walker (1986–1996), lista
- Észtország (köztársaság)
- Az Észt Szovjet Szocialista Köztársaság 1990. május 8-án változtatta meg nevét Észt Köztársaságra, majd 1991. augusztus 20-án kiáltotta ki függetlenségét; a megszállt ország területi egysége helyreállt. A Szovjetunió 1991. szeptember 6-án ismerte el a függetlenséget.
  - A kommunista párt vezetője – Vaino Väljas (1988–1991)
  - Államfő - Arnold Rüütel (1990–1992), Észtország Legfelsőbb Tanácsának elnöke lista
  - Kormányfő - Edgar Savisaar (1990–1992), az Átmeneti Kormány elnöke, lista
- Fehéroroszország (köztársaság)
- A Fehérorosz Szovjet Szocialista Köztársaság 1991. augusztus 25-én kiáltotta ki függetlenségét.
  - Államfő – 
    1. Mikalaj Dzemjancej (1989–1991) (elnök)
    2. Sztanyiszlav Suskevics (1991–1994) (elnök), lista

  - Kormányfő – Vjacseszlav Kebics (1990–1994),[1] lista
- Finnország (köztársaság)
  - Államfő - Mauno Koivisto (1982–1994), lista
  - Kormányfő - 
    1. Harri Holkeri (1987–1991)
    2. Esko Aho (1991–1995), lista

  -  Åland
    - Kormányfő – 
      1. Sune Eriksson (1988–1991)
      2. Ragnar Erlandsson (1991–1995)
- Franciaország (köztársaság)
  - Államfő - François Mitterrand (1981–1995), lista
  - Kormányfő - 
    1. Michel Rocard (1988–1991)
    2. Édith Cresson (1991–1992), lista
- Görögország (köztársaság)
  - Államfő - Konsztantínosz Karamanlisz (1990–1995), lista
  - Kormányfő - Konsztantínosz Micotákisz (1990–1993), lista
- Grúzia (köztársaság)
- A Grúz Szovjet Szocialista Köztársaság 1991. április 9-én kiáltotta ki függetlenségét.
  - Államfő - Zviad Gamszahurdia (1990–1992), lista
  - Kormányfő - 
    1. Tengiz Szigua (1990–1991)
    2. Murman Omanidze (1991) megbízott
    3. Besszarion Gugusvili (1991–1992), lista

  - Adzsaria (nemzetközileg el nem ismert állam)
    - Államfő – Aszlan Abasidze (1991–2004)

  -  Dél-Oszétia (nemzetközileg el nem ismert állam)
  - függetlenségét 1991. november 28-án kiáltotta ki
    - Elnök - 
      1. Znaur Gasszijev (1991)
      2. Torez Kulumbegov (1991–1993), lista

    - Miniszterelnök - Oleg Teziev (1991–1993), lista
- Hollandia (parlamentáris monarchia)
  - Uralkodó - Beatrix királynő (1980–2013)
  - Miniszterelnök - Ruud Lubbers (1982–1994), lista
  -  Holland Antillák (a Holland Királyság tagállama)
    - lásd Észak-Amerikánál

  -  Aruba (a Holland Királyság tagállama)
    - lásd Észak-Amerikánál
- Horvátország (köztársaság)
- A Horvát Köztársaság 1991. június 25-én kiáltotta ki függetlenségét.
  - Államfő - Franjo Tuđman (1990–1999), lista
  - Kormányfő - 
    1. Josip Manolić (1990–1991)
    2. Franjo Gregurić (1991–1992), lista

  - Krajinai Szerb Köztársaság (el nem ismert szakadár állam)
  - A Krajinai Szerb Köztársaság 1991. december 19-én kiáltotta ki függetlenségét.
    - Államfő – Milan Babić (1991–1992), lista
    - Kormányfő – Dusan Vještica (1991–1992), lista
- Izland (köztársaság)
  - Államfő - Vigdís Finnbogadóttir (1980–1996), lista
  - Kormányfő - 
    1. Steingrímur Hermannsson (1988–1991)
    2. Davíð Oddsson (1991–2004), lista
- Írország (köztársaság)
  - Államfő - Mary Robinson (1990–1997), lista
  - Kormányfő - Charles Haughey (1987–1992), lista
- Jugoszlávia (köztársaság)
  - Államfő - 
    1. Borisav Jović (1990–1991), Jugoszlávia Elnöksége elnöke
    2. Stjepan Mesić (1991), Jugoszlávia Elnöksége elnöke
    3. Branko Kostić (1991–1992), a Jugoszláv Szocialista Szövetségi Köztársaság Elnökségének megbízott elnöke, lista

  - Kormányfő - 
    1. Ante Marković (1989–1991)
    2. Aleksandar Mitrović (1991–1992), a JSZSZK Minisztertanácsának megbízott elnöke, lista
- Lengyelország (köztársaság)
  - Államfő - Lech Wałęsa (1990–1995), lista
  - Kormányfő - 
    1. Tadeusz Mazowiecki (1989–1991)
    2. Jan Krzysztof Bielecki (1991)
    3. Jan Olszewski (1991–1992), lista
- Lettország (köztársaság)
- A Lett Szovjet Szocialista Köztársaság 1991. augusztus 21-én kiáltotta ki függetlenségét, amit a Szovjetunió szeptember 6-án elismert.
  - A kommunista párt vezetője – Alfrēds Rubiks (1990–1991)
  - Államfő - Anatolijs Gorbunovs (1988–1993), lista
  - Kormányfő - Ivars Godmanis (1990–1993), lista
- Liechtenstein
  - Uralkodó - II. János Ádám, herceg (1989–)
  - Kormányfő - Hans Brunhart (1978–1993), lista
- Litvánia (köztársaság)
- A Litván Szovjet Szocialista Köztársaság 1990. március 11-én kikiáltott függetlenségét a Szovjetunió 1991. szeptember 6-án ismerte el.
  - A kommunista párt vezetője – Mykolas Burokevičius (1989–1991)
  - Államfő - Vytautas Landsbergis (1990–1992), a Legfelsőbb Tanács elnöke, lista
  - Kormányfő - 
    1. Kazimira Prunskienė (1990–1991)
    2. Albertas Šimėnas (1991)
    3. Gediminas Vagnorius (1991–1992), lista
- Luxemburg (parlamentáris monarchia)
  - Uralkodó - János nagyherceg (1964–2000)
  - Kormányfő - Jacques Santer (1984–1995), lista
- Macedónia (köztársaság)
- A Macedón Szocialista Köztársaság 1991. szeptember 18-án kiáltotta ki függetlenségét.
  - Államfő - 
    1. Vladimir Mitkov (1990–1991)
    2. Kiro Gligorov (1991–1999), lista

  - Kormányfő - 
    1. Gligorije Gogovski (1990–1991)
    2. Nikola Kljusev (1991–1992), lista
- Magyarország (köztársaság)
  - Államfő - Göncz Árpád (1990–2000), lista
  - Kormányfő - Antall József (1990–1993), lista
- Málta (köztársaság)
  - Államfő - Ċensu Tabone (1989–1994), lista
  - Kormányfő - Edward Fenech Adami (1987–1996), lista
- Moldova (köztársaság)
- A Moldáv Szovjet Szocialista Köztársaság 1991. augusztus 27-én kiáltotta ki függetlenségét.
  - A kommunista párt vezetője –
    1. Petru Lucinschi (1989–1991)
    2. Grigore Eremei (1991)

  - Államfő - Mircea Snegur (1989–1997), lista
  - Kormányfő - 
    1. Mircea Druc (1990–1991)
    2. Valeriu Muravschi (1991–1992), lista

  -  Dnyeszter Menti Köztársaság (el nem ismert szakadár állam)
  - A Dnyeszter Menti Moldáv Szovjet Szocialista Köztársaság 1991. augusztus 25-én kiáltotta ki függetlenségét.
    - Elnök - Igor Szmirnov (1990–2011), kombinált lista

  -  Gagauzia (el nem ismert szakadár állam)
    - Elnök – Stepan Topal (1990–1995)
- Monaco
  - Uralkodó - III. Rainier herceg (1949–2005)
  - Államminiszter - 
    1. Jean Ausseil (1985–1991)
    2. Jacques Dupont (1991–1994), lista
- Németország (szövetségi köztársaság)
  - Államfő - Richard von Weizsäcker (1984–1994),[2] lista
  - Kancellár - Helmut Kohl (1982–1998), lista
- Norvégia (parlamentáris monarchia)
  - Uralkodó - 
    1. V. Olav király (1957–1991)
    2. V. Harald király (1991–)

  - Kormányfő - Gro Harlem Brundtland (1990–1996), lista
- Olaszország (köztársaság)
  - Államfő - Francesco Cossiga (1985–1992), lista
  - Kormányfő - Giulio Andreotti (1989–1992), lista
- Oroszország (köztársaság)
- Az Orosz Szovjet Szocialista Szövetségi Köztársaság 1991. december 25-én, a Szovjetunió felbomlásával vált függetlenné.
  - Államfő - Borisz Jelcin (1990–1999), lista
  - Kormányfő - 
    1. Ivan Szilajev (1990–1991)
    2. Oleg Lobov (1991)
    3. Borisz Jelcin (1991–1992), lista

  -  Icskéria Csecsen Köztársaság (el nem ismert szakadár állam)
  - függetlenségét 1991. november 1-jén kiáltotta ki
    - Államfő – Dzsohar Dudajev (1991–1996), lista
- Örményország (köztársaság)
- Örményország 1991. szeptember 23-án kiáltotta ki függetlenségét.
  - A kommunista párt vezetője –
    1. Sztyepan Karapetovics Pogoszjan (1990–1991)
    2. Aram Gaszpar Szargszjan (1991)

  - Államfő - Levon Ter-Petroszján (1990–1998), lista
  - Kormányfő - 
    1. Vazgen Manukjan (1990–1991)
    2. Hrant Bagratjan (1991)
    3. Gagik Harutjunjan (1991–1992), lista
- Portugália (köztársaság)
  - Államfő - Mário Soares (1986–1996), lista
  - Kormányfő - Aníbal Cavaco Silva (1985–1995), lista
- Románia (köztársaság)
  - Államfő - Ion Iliescu (1989–1996), lista
  - Kormányfő - 
    1. Petre Roman (1989–1991)
    2. Theodor Stolojan (1991–1992), lista
- San Marino (köztársaság)
  - Régenskapitányok
- Spanyolország (parlamentáris monarchia)
  - Uralkodó - I. János Károly király (1975–2014)
  - Kormányfő - Felipe Gonzáles (1982–1996), lista
- Svájc (konföderáció)
  - Szövetségi Tanács:[3]
Otto Stich (1983–1995), Jean-Pascal Delamuraz (1983–1998), Arnold Koller (1986–1999), Flavio Cotti (1986–1999), elnök, René Felber (1987–1993), Adolf Ogi (1987–2000), Kaspar Villiger (1989–2003)
- Svédország (parlamentáris monarchia)
  - Uralkodó - XVI. Károly Gusztáv király (1973–)
  - Kormányfő - 
    1. Ingvar Carlsson (1986–1991)
    2. Carl Bildt (1991–1994), lista
- Szlovénia (köztársaság)
- Szlovénia 1991. június 25-én kiáltotta ki függetlenségét.
  - Államfő - Milan Kučan (1990–2002), lista
  - Kormányfő - Lojze Peterle (1990–1992), lista
- Szovjetunió szövetségi köztársaság
- a Szovjetunió 1991. december 25-én bomlott fel.
  - A kommunista párt vezetője –
    1. Mihail Gorbacsov (1985–1991)
    2. Vlagyimir Ivasko (1991)

  - Államfő – Mihail Gorbacsov (1988–1991), lista
  - Kormányfő –
    1. Nyikolaj Rizskov (1985–1991)
    2. Valentyin Pavlov (1991)
    3. Ivan Szilajev (1991), lista
- Ukrajna (köztársaság)
- az Ukrán Szovjet Szocialista Köztársaság 1991. kiáltotta ki függetlenségét.
  - A kommunista párt vezetője – Sztaniszlav Hurenko (1990–1991)
  - Államfő - Leonyid Kravcsuk (1990–1994), lista
  - Kormányfő - Vitold Fokin (1990–1992), lista
  -  Krími Autonóm Köztársaság
    - Elnök – Mikola Bahrov (1991–1994)
- Vatikán (abszolút monarchia)
  - Uralkodó - II. János Pál pápa (1978–2005)
  - Államtitkár - Angelo Sodano (1990–2006), lista

## Afrika
- Algéria (köztársaság)
  - Államfő - Csadli Bendzsedid (1979–1992), lista
  - Kormányfő - 
    1. Mulud Hamrus (1989–1991)
    2. Szid Ahmed Gozáli (1991–1992), lista
- Angola (köztársaság)
  - A kommunista párt vezetője –  José Eduardo dos Santos (1979–1991), az Angolai Munkáspárt Népi Mozgalmának főtitkára
  - Államfő - José Eduardo dos Santos (1979–2017), lista
  - Kormányfő - Fernando José de França Dias Van-Dúnem (1991–1992), lista
- Benin (köztársaság)
  - Államfő - 
    1. Mathieu Kérékou tábornok (1972–1991)
    2. Nicéphore Soglo (1991–1996), lista
- Bissau-Guinea (köztársaság)
  - Államfő - João Bernardo Vieira (1984–1999), lista
  - Kormányfő - Carlos Correia (1991–1994), lista
- Botswana (köztársaság)
  - Államfő - Quett Masire (1980–1998), lista
- Burkina Faso (köztársaság)
  - Államfő - Blaise Compaoré (1987–2014), lista
- Burundi (köztársaság)
  - Államfő - Pierre Buyoya (1987–1993), lista
  - Kormányfő – Adrien Sibomana (1988–1993), lista
- Csád (köztársaság)
  - Államfő - Idriss Déby (1990–2021), lista
  - Kormányfő - Jean Alingué Bawoyeu (1991–1992), lista
- Comore-szigetek (köztársaság)
  - Államfő - Said Mohamed Djohar (1989–1995), lista
- Dél-afrikai Köztársaság (köztársaság)
  - Államfő - Frederik Willem de Klerk (1989–1994), lista
  -  Bophuthatswana (el nem ismert állam)
    - Államfő - Lucas Mangope (1968–1994)[4]

  -  Ciskei (el nem ismert állam)
    - Államfő - Oupa Gqozo (1990–1994)

  -  Transkei (el nem ismert állam)
    - Államfő - Tutor Nyangelizwe Vulindlela Ndamase (1986–1994)
    - Kormányfő - Bantu Holomisa(1987–1994), lista

  -  Venda (el nem ismert állam)
    - Államfő - Gabriel Ramushwana (1990–1994)
- Dzsibuti (köztársaság)
  - Államfő - Hassan Gouled Aptidon (1977–1999), lista
  - Kormányfő - Barkat Gourad Hamadou (1978–2001), lista
- Egyenlítői-Guinea (köztársaság)
  - Államfő - Teodoro Obiang Nguema Mbasogo (1979–), lista
  - Kormányfő - Cristino Seriche Bioko (1982–1992), lista
- Egyiptom (köztársaság)
  - Államfő - Hoszni Mubárak (1981–2011), lista
  - Kormányfő - Atef Sedki (1986–1996), lista
- Elefántcsontpart (köztársaság)
  - Államfő - Félix Houphouët-Boigny (1960–1993), lista
  - Kormányfő - Alassane Ouattara (1990–1993), lista
- Etiópia (köztársaság)
  - Államfő - 
    1. Mengisztu Hailé Mariam alezredes (1977–1991)
    2. Tesfaye Gebre Kidan altábornagy (1991)
    3. Meles Zenawi (1991–1995), lista

  - Kormányfő - 
    1. Hailu Yimenu (1989–1991) megbízott
    2. Tesfaye Dinka (1991) megbízott
    3. Tamirat Layne (1991–1995) megbízott, lista

  -  Eritrea (függetlenedő állam)
    - Az Átmeneti Kormány főtitkára - Isaias Afewerki (1991–), lista
- Gabon (köztársaság)
  - Államfő - Omar Bongo (1967–2009), lista
  - Kormányfő - Casimir Oyé-Mba (1990–1994), lista
- Gambia (köztársaság)
  - Államfő - Sir Dawda Jawara (1970–1994), lista
- Ghána (köztársaság)
  - Államfő- Jerry Rawlings (1981–2001), lista
- Guinea (köztársaság)
  - Államfő - Lansana Conté (1984–2008), lista
- Kamerun (köztársaság)
  - Államfő - Paul Biya (1982–), lista
  - Kormányfő - Sadou Hayatou (1991–1992), lista
- Kenya (köztársaság)
  - Államfő - Daniel arap Moi (1978–2002), lista
- Kongói Köztársaság (köztársaság)
  - A kommunista párt vezetője – Denis Sassou Nguesso (1979–1991, a Kongói Munkáspárt Központi Bizottsága elnökségének elnöke
  - Államfő - Denis Sassou Nguesso (1979–1992), lista
  - Kormányfő – 
    1. Pierre Moussa (1990–1991)
    2. Louis Sylvain Goma őrnagy (1991)
    3. André Milongo (1991–1992), lista
- Közép-afrikai Köztársaság (köztársaság)
  - Államfő - André Kolingba (1981–1993), lista
  - Kormányfő - Edouard Frank (1991–1992) lista
- Lesotho (alkotmányos monarchia)
  - Uralkodó - III. Letsie király (1990–1995)
  - Kormányfő - 
    1. Justin Lekhanya vezérőrnagy (1986–1991)
    2. Elias Phisoana Ramaema vezérőrnagy (1991–1993) a Katonai Tanács elnöke, lista
- Libéria (köztársaság)
  - Államfő - Amos Sawyer (1990–1994), lista
- Líbia (köztársaság)
  - De facto országvezető - Moammer Kadhafi (1969–2011), lista
  - Névleges államfő - Abdul Razzak asz-Szausza (1990–1992), Líbia Népi Kongresszusa főtitkára
  - Kormányfő - Abuzed Omar Dorda (1990–1994), lista
- Madagaszkár (köztársaság)
  - Államfő - Didier Ratsiraka (1975–1993), lista
  - Kormányfő - 
    1. Victor Ramahatra (1988–1991)
    2. Guy Razanamasy (1991–1993), lista
- Malawi (köztársaság)
  - Államfő - Hastings Banda (1966–1994), lista
- Mali (köztársaság)
  - Államfő - 
    1. Moussa Traoré vezérőrnagy (1968–1991)
    2. Amadou Toumani Touré alezredes (1991–1992), lista

  - Kormányfő - Soumana Sacko (1991–1992), lista
- Marokkó (alkotmányos monarchia)
  - Uralkodó - II. Haszan király (1961–1999)
  - Kormányfő - Azzeddin Laraki (1986–1992), lista
  -  Nyugat-Szahara (részben elismert állam)
    - Államfő - Mohamed Abdelaziz (1976–2016), lista
    - Kormányfő - Mahfoud Ali Beiba (1988–1993), lista
- Mauritánia (köztársaság)
  - Államfő - Maaouya Ould Sid'Ahmed Taya (1984–2005), lista
  - Kormányfő - Maaouya Ould Sid'Ahmed Taya (1984–1992), lista
- Mauritius (monarchia)
  - Uralkodó – II. Erzsébet királynő (1968–1992)
  - Főkormányzó – Sir Veerasamy Ringadoo (1986–1992), lista
  - Kormányfő - Sir Anerood Jugnauth (1982–1995), lista
- Mayotte (Franciaország tengerentúli megyéje)
  - Prefektus - Jean-Paul Coste (1990–1993), lista
  - A Területi Tanács elnöke - Younoussa Bamana (1976–2004)
- Mozambik (köztársaság)
  - Államfő - Joaquim Chissano (1986–2005), lista
  - Kormányfő - Mário da Graça Machungo (1986–1994), lista
- Namíbia (köztársaság)
  - Államfő - Sam Nujoma (1990–2005), lista
  - Kormányfő - Hage Geingob (1990–2002), lista
- Niger (köztársaság)
  - Államfő - Ali Saïbou (1987–1993), lista
  - Kormányfő - 
    1. Aliou Mahamidou (1990–1991)
    2. Amadou Cheiffou (1991–1993), lista
- Nigéria (köztársaság)
  - Államfő - Ibrahim Babangida (1985–1993), lista
- Ruanda (köztársaság)
  - Államfő - Juvénal Habyarimana (1973–1994), lista
  - Kormányfő - Sylvestre Nsanzimana (1991–1992), lista
- São Tomé és Príncipe (köztársaság)
  - Államfő - 
    1. Manuel Pinto da Costa (1975–1991)
    2. Leonel Mário d'Alva (1991)
    3. Miguel Trovoada (1991–1995), lista

  - Kormányfő - 
    1. Celestino Rocha da Costa (1988–1991)
    2. Daniel Daio (1991–1992), lista
- Seychelle-szigetek (köztársaság)
  - Államfő - France-Albert René (1977–2004), lista
- Sierra Leone (köztársaság)
  - Államfő - Joseph Saidu Momoh (1985–1992), lista
- Szenegál (köztársaság)
  - Államfő - Abdou Diouf (1981–2000), lista
  - Kormányfő - Habib Thiam (1991–1998), lista
- Szent Ilona, Ascension és Tristan da Cunha (Egyesült Királyság tengerentúli területe)
  - Kormányzó - 
    1. Robert F Stimson (1988–(1991)
    2. Alan Hoole (1991–1995), lista
- Szomália (köztársaság)
- A Szomáliai Demokratikus Köztársaság neve 1991. július 21-én Szomáliai Köztársaságra változott.
  - A kommunista párt vezetője – Sziad Barré (1976–1991), a Szomáliai Forradalmi Szocialista Párt főtitkára
  - Államfő – 
    1. Sziad Barré (1969–1991)
    2. Ali Mahdí Muhammad (1991), ideiglenes
    3. nincs betöltve (1991–1995), lista

  - Kormányfő – 
    1. Muhammad Havadle Madar (1990–1991)
    2. Umar Arteh Ghalib (1991–1997), lista

  -  Szomáliföld (el nem ismert szakadár állam)
  - Szomáliföld 1991. május 24-én kiáltotta ki függetlenségét.
    - Államfő - Abdirahman Ahmed Ali Tuur (1991–1993), lista
- Szudán (köztársaság)
  - Államfő - Omar el-Basír (1989–2019), lista
- Szváziföld (abszolút monarchia)
  - Uralkodó - II. Mswati, király (1986–)
  - Kormányfő - Obed Dlamini (1989–1993), lista
- Tanzánia (köztársaság)
  - Államfő - Ali Hassan Mwinyi (1985–1995), lista
  - Kormányfő - John Malecela (1990–1994), lista
  -  Zanzibár
    - Államfő – Salmin Amour (1990–2000), elnök
    - Kormányfő – Omar Ali Juma (1988–1995), főminiszter
- Togo (köztársaság)
  - Államfő - Gnassingbé Eyadéma (1967–2005), lista
  - Kormányfő - Joseph Kokou Koffigoh (1991–1994), lista
- Tunézia (köztársaság)
  - Államfő - Zín el-Ábidín ben Ali (1987–2011), lista
  - Kormányfő - Hamed Karoui (1989–1999), lista
- Uganda (köztársaság)
  - Államfő - Yoweri Museveni (1986–), lista
  - Kormányfő - 
    1. Samson Kisekka (1986–1991)
    2. George Cosmas Adyebo (1991–1994), lista
- Zaire (köztársaság)
  - Államfő - Mobutu Sese Seko (1965–1997), lista
  - Kormányfő - 
    1. Lunda Bululu (1990–1991)
    2. Mulumba Lukoji (1991)
    3. Étienne Tshisekedi (1991)
    4. Bernardin Mungul Diaka (1991)
    5. Jean Nguza Karl-i-Bond (1991–1992), lista
- Zambia (köztársaság)
  - Államfő - 
    1. Kenneth Kaunda (1964–1991)
    2. Frederick Chiluba (1991–2002), lista

  - Kormányfő – Malimba Masheke (1989–1991)
- Zimbabwe (köztársaság)
  - Államfő - Robert Mugabe (1987–2017), lista
- Zöld-foki Köztársaság (köztársaság)
  - Államfő - 
    1. Aristides Pereira (1975–1991)
    2. António Mascarenhas Monteiro (1991–2001), lista

  - Kormányfő - 
    1. Pedro Pires (1975–1991)
    2. Carlos Veiga (1991–2000), lista

## Dél-Amerika
- Argentína (köztársaság)
  - Államfő - Carlos Menem (1989–1999), lista
- Bolívia (köztársaság)
  - Államfő - Jaime Paz Zamora (1989–1993), lista
- Brazília (köztársaság)
  - Államfő - Fernando Collor de Mello (1990–1992), lista
- Chile (köztársaság)
  - Államfő - Patricio Aylwin (1990–1994), lista
- Ecuador (köztársaság)
  - Államfő - Rodrigo Borja Cevallos (1988–1992), lista
- Falkland-szigetek (Az Egyesült Királyság tengerentúli területe)
  - Kormányzó - William Hugh Fullerton (1988–1992), lista
  - Kormányfő - Ronald Sampson (1989–1994), lista
- Guyana (köztársaság)
  - Államfő - Desmond Hoyte (1985–1992), lista
  - Miniszterelnök - Hamilton Green (1985–1992), lista
- Kolumbia (köztársaság)
  - Államfő - César Gaviria (1990–1994), lista
- Paraguay (köztársaság)
  - Államfő - Andrés Rodríguez (1989–1993), lista
- Peru (köztársaság)
  - Államfő - Alberto Fujimori (1990–2000), lista
  - Kormányfő - 
    1. Juan Carlos Hurtado Miller (1990–1991)
    2. Alfonso de Los Heros (1991–1992), lista
- Suriname (köztársaság)
  - Államfő - 
    1. Johan Kraag (1990–1991)
    2. Ronald Venetiaan (1991–1996), lista
- Uruguay (köztársaság)
  - Államfő - Luis Alberto Lacalle (1990–1995), lista
- Venezuela (köztársaság)
  - Államfő - Carlos Andrés Pérez (1989–1993), lista

## Észak- és Közép-Amerika
- Amerikai Egyesült Államok (köztársaság)
  - Államfő - George H. W. Bush (1989–1993), lista
  -  Puerto Rico (Az Egyesült Államok társult állama)
    - Kormányzó - Rafael Hernández Colón (1985–1993), lista

  -  Amerikai Virgin-szigetek (Az Egyesült Államok társult állama)
    - Kormányzó - Alexander A. Farrelly (1987–1995), lista
- Anguilla (Az Egyesült Királyság tengerentúli területe)
  - Kormányzó - Brian G.J. Canty (1989–1992), lista
  - Főminiszter - Emile Gumbs (1984–1994)
- Antigua és Barbuda (parlamentáris monarchia)
  - Uralkodó - II. Erzsébet királynő, Antigua és Barbuda királynője, (1981–2022)
  - Főkormányzó - Sir Wilfred Jacobs (1967–1993), lista
  - Kormányfő - Vere Bird (1976–1994),[5] lista
- Aruba (A Holland Királyság társult állama)
  - Uralkodó - Beatrix királynő, Aruba királynője, (1980–2013)
  - Kormányzó - Felipe Tromp (1986–1992), lista
  - Miniszterelnök - Nelson Oduber (1989–1994), lista
- Bahama-szigetek (parlamentáris monarchia)
  - Uralkodó - II. Erzsébet királynő, a Bahama-szigetek királynője (1973–2022)
  - Főkormányzó - Sir Henry Milton Taylor (1988–1992), lista
  - Kormányfő - Sir Lynden Pindling (1967–1992),[6] lista
- Barbados (parlamentáris monarchia)
  - Uralkodó - II. Erzsébet királynő, Barbados királynője (1966–2021)
  - Főkormányzó - Dáma Nita Barrow (1990–1995), lista
  - Kormányfő - Lloyd Erskine Sandiford (1987–1994), lista
- Belize (parlamentáris monarchia)
  - Uralkodó - II. Erzsébet királynő, Belize királynője, (1981–2022)
  - Főkormányzó - Dáma Elmira Minita Gordon (1981–1993), lista
  - Kormányfő - George Cadle Price (1989–1993), lista
- Bermuda (Az Egyesült Királyság tengerentúli területe)
  - Kormányzó - Sir Desmond Langley (1988–1992), lista
  - Kormányfő - Sir John Swan (1982–1995), lista
- Brit Virgin-szigetek (Az Egyesült Királyság tengerentúli területe)
  - Kormányzó - 
    1. J. Mark A. Herdman (1986–1991)
    2. Peter Alfred Penfold (1991–1995), lista

  - Kormányfő - Lavity Stoutt (1986–1995), lista
- Costa Rica (köztársaság)
  - Államfő - Rafael Ángel Calderón Fournier (1990–1994), lista
- Dominikai Közösség (köztársaság)
  - Államfő - Sir Clarence Seignoret (1983–1993), lista
  - Kormányfő - Dáma Eugenia Charles (1980–1995), lista
- Dominikai Köztársaság (köztársaság)
  - Államfő - Joaquín Balaguer (1986–1996), lista
- Salvador (köztársaság)
  - Államfő - Alfredo Cristiani (1989–1994), lista
- Grenada (parlamentáris monarchia)
  - Uralkodó - II. Erzsébet királynő, Grenada királynője, (1974–2022)
  - Főkormányzó - Sir Paul Scoon (1978–1992), lista
  - Kormányfő - Nicholas Brathwaite (1990–1995), lista
- Guatemala (köztársaság)
  - Államfő - 
    1. Vinicio Cerezo (1986–1991)
    2. Jorge Serrano Elías (1991–1993), lista
- Haiti (köztársaság)
  - Államfő - 
    1. Ertha Pascal-Trouillot (1990–1991)
    2. Jean-Bertrand Aristide (1991)
    3. Raoul Cédras (1991),a Katonai Junta vezetője
    4. Joseph Nérette (1991–1992), lista

  - Kormányfő –
    1. René Préval (1991)
    2. Jean-Jacques Honorat (1991–1992), lista
- Holland Antillák (A Holland Királyság társult állama)
  - Uralkodó - Beatrix királynő, a Holland Antillák királynője, (1980–2010)
  - Kormányzó - Jaime Saleh (1990–2002), lista
  - Miniszterelnök - Maria Liberia Peters (1988–1993), lista
- Honduras (köztársaság)
  - Államfő - Rafael Leonardo Callejas Romero (1990–1994), lista
- Jamaica (parlamentáris monarchia)
  - Uralkodó - II. Erzsébet királynő, Jamaica királynője, (1962–2022)
  - Főkormányzó - 
    1. Sir Florizel Glasspole (1973–1991)
    2. Edward Zacca (1991)
    3. Sir Howard Cooke (1991–2006), lista

  - Kormányfő - Michael Manley (1989–1992), lista
- Kajmán-szigetek (Az Egyesült Királyság tengerentúli területe)
  - Kormányzó - Alan James Scott (1987–1992), lista
- Kanada (parlamentáris monarchia)
  - Uralkodó - II. Erzsébet királynő, Kanada királynője, (1952–2022)
  - Főkormányzó - Ray Hnatyshyn (1989–1995), lista
  - Kormányfő - Brian Mulroney (1984–1993), lista
- Kuba (népköztársaság)
  - A kommunista párt főtitkára - Fidel Castro (1965–2011), főtitkár
  - Államfő - Fidel Castro (1976–2008), lista
  - Miniszterelnök - Fidel Castro (1959–2008), lista
- Mexikó (köztársaság)
  - Államfő - Carlos Salinas de Gortari (1988–1994), lista
- Montserrat (Az Egyesült Királyság tengerentúli területe)
  - Kormányzó - David G. P. Taylor (1990–1993), lista
  - Kormányfő - 
    1. John Osborne (1978–1991)
    2. Reuben Meade (1991–1996), lista
- Nicaragua (köztársaság)
  - Államfő - Violeta Chamorro (1990–1997), lista
- Panama (köztársaság)
  - Államfő - Guillermo Endara (1989–1994), lista
- Saint Kitts és Nevis (parlamentáris monarchia)
  - Uralkodó - II. Erzsébet királynő, Saint Kitts és Nevis királynője, (1983–2022)
  - Főkormányzó - Sir Clement Arrindell (1981–1995),[7] lista
  - Kormányfő - Kennedy Simmonds (1980–1995), lista
  -  Nevis
    - Főkormányzó-helyettes – Weston Parris (1983–1992)
    - Főminiszter – Simeon Daniel (1983–1992)
- Saint Lucia (parlamentáris monarchia)
  - Uralkodó - II. Erzsébet királynő, Szent Lucia királynője, (1979–2022)
  - Főkormányzó - Sir Stanislaus James (1988–1996), lista
  - Kormányfő - John Compton (1982–1996), lista
- Saint-Pierre és Miquelon (Franciaország külbirtoka)
  - Prefektus - 
    1. Jean-Pierre Marquié (1989–1991)
    2. Kamel Khrissate (1991–1992), lista

  - A Területi Tanács elnöke - Marc Plantegenest (1984–1994), lista
- Saint Vincent és a Grenadine-szigetek (parlamentáris monarchia)
  - Uralkodó - II. Erzsébet királynő, Saint Vincent királynője, (1979–2022)
  - Főkormányzó - Sir David Emmanuel Jack (1989–1996), lista
  - Kormányfő - Sir James Fitz-Allen Mitchell(1984–2000), lista
- Trinidad és Tobago (köztársaság)
  - Államfő - Noor Hassanali (1987–1997), lista
  - Kormányfő - 
    1. A. N. R. Robinson (1986–1991)
    2. Patrick Manning (1991–1995), lista
- Turks- és Caicos-szigetek (Az Egyesült Királyság tengerentúli területe)
  - Kormányzó - Michael J. Bradley (1987–1993), lista
  - Főminiszter - 
    1. Oswald Skippings (1988–1991)
    2. Washington Misick (1991–1995), lista

## Ázsia
- Afganisztán(teokratikus állam)
  - Államfő – Muhammad Nadzsibullah (1987–1992), lista
  - Kormányfő – Fazal Hakk Kalikjar (1990–1992), lista
- Bahrein (alkotmányos monarchia)
  - Uralkodó - II. Ísza emír (1961–1999)[8]
  - Kormányfő - Halífa ibn Szalmán Al Halífa, lista (1970–2020)[9]
- Banglades (köztársaság)
  - Államfő - 
    1. Sahabuddin Ahmed (1990–1991)
    2. Abdur Rahman Biswas (1991–1996), lista

  - Kormányfő - Khaleda Zia (1991–1996), lista
- Bhután (abszolút monarchia)
  - Uralkodó - Dzsigme Szingye Vangcsuk király (1972–2006)
- Brunei (abszolút monarchia)
  - Uralkodó - Hassanal Bolkiah, szultán (1967–)[10]
  - Kormányfő - Hassanal Bolkiah szultán (1984–), lista
- Dél-Korea (köztársaság)
  - Államfő - No Tehu (1988–1993), lista
  - Kormányfő - 
    1. No Csaipung (1990–1991)
    2. Csung Vonsik (1991–1992), lista
- Egyesült Arab Emírségek (abszolút monarchia) -
  - Elnök - Zájed bin Szultán Ál Nahján (1971–2004), lista
  - Kormányfő - Maktúm bin Rásid Ál Maktúm (1990–2006), lista
  - Az egyes Emírségek uralkodói (lista):
    - Abu-Dzabi – Zájed bin Szultán Ál Nahján (1971–2004)
    - Adzsmán – Humajd ibn Rásid an-Nuajmi (1981–)
    - Dubaj – Maktúm bin Rásid Ál Maktúm (1990–2006)
    - Fudzsejra – Hamad ibn Muhammad as-Sarki (1974–)
    - Rász el-Haima – Szakr ibn Muhammad al-Kászimi (1948–2010)
    - Sardzsa – Szultán ibn Muhammad al-Kászimi (1987–)
    - Umm al-Kaivain – Rásid ibn Ahmad al-Mualla (1981–2009)
- Észak-Korea (népköztársaság)
  - A kommunista párt főtitkára - Kim Ir Szen (1948–1994), főtitkár
  - Államfő - Kim Ir Szen (1972–1994), országvezető
  - Kormányfő - Jon Hjongmuk (1988–1992), lista
- Fülöp-szigetek (köztársaság)
  - Államfő - Corazón Aquino (1986–1992), lista
- Hongkong (brit koronafüggőség)
  - Kormányzó - Sir David Wilson (1987–1992), lista
- India (köztársaság)
  - Államfő - R. Venkataraman (1987–1992), lista
  - Kormányfő - 
    1. Csandra Sekhar (1990–1991)
    2. P. V. Narasimha Rao (1991–1996), lista
- Indonézia (köztársaság)
  - Államfő - Suharto (1967–1998), lista
- Irak (köztársaság)
  - Államfő - Szaddám Huszein (1979–2003), lista
  - Kormányfő - 
    1. Szaddám Huszein (1979–1991)
    2. Sa'dun Hammadi (1991)
    3. Mohammed Amza Zubeidi (1991–1993), lista
- Irán (köztársaság)
  - Legfelső vallási vezető - Ali Hámenei (1989–), lista
  - Államfő - Ali Akbar Hasemi Rafszandzsáni (1989–1997), lista
- Izrael (köztársaság)
  - Államfő - Háim Hercog (1983–1993), lista
  - Kormányfő - Jichák Sámír (1986–1992), lista
- Japán (parlamentáris monarchia)
  - Uralkodó - Akihito császár (1989–2019)
  - Kormányfő - 
    1. Kaifu Tosiki (1989–1991)
    2. Mijazava Kiicsi (1991–1993), lista
- Jemen (köztársaság)
  - Államfő - Ali Abdullah Szaleh (1978–2012),[11] lista
  - Kormányfő - Haidar Abu Bakr al-Attasz (1990–1994), lista
- Jordánia (alkotmányos monarchia)
  - Uralkodó - Huszejn király (1952–1999)
  - Kormányfő - 
    1. Mudar Badran (1989–1991)
    2. Taher al-Mászri (1991)
    3. Zaíd ibn Sáker (1991–1993), lista
- Kambodzsa (népköztársaság)
  - A kommunista párt vezetője – Heng Szamrin (1981–1991)
  - Államtanács elnöke – Heng Szamrin (1979–1992)
  - A Legfelsőbb Népi Tanács elnöke – Norodom Szihanuk (1991–1993)
  - Kormányfő – Hun Szen (1985–2023),[12] lista
- Katar (abszolút monarchia)
  - Uralkodó - Halífa emír (1972–1995)
  - Kormányfő - Halífa emír (1970–1995)[13]
- Kazahsztán (köztársaság)
- A Kazah Szovjet Szocialista Köztársaság 1991. december 16-án vált függetlenné.
  - A kommunista párt vezetője – Nurszultan Nazarbajev (1989–1990)
  - Államfő - Nurszultan Nazarbajev (1990–2019), lista
  - Kormányfő - 
    1. Uzakbaj Karamanov (1989–1991)
    2. Szergej Tyerescsenko (1991–1994), lista
- Kína (népköztársaság)
  - A kommunista párt főtitkára - Csiang Cömin (1989–2002), főtitkár
  - Államfő - Jang Sang-kun (1988–1993), lista
  - Kormányfő - Li Peng (1987–1998), lista
- Kirgizisztán (köztársaság)
- A Kirgiz Szovjet Szocialista Köztársaság 1991. augusztus 31-én vált függetlenné.
- A kommunista párt vezetője – 
  1. Abszamat Maszalijev (1985–1991)
  2. Dzsumgalbek Amanbajev (1991)

  - Államfő - Aszkar Akajev (1990–2005), lista
  - Kormányfő - 
    1. Apasz Dzsumagulov (1986–1991)
    2. Naszirdin Iszanov (1991)
    3. Andrej Iordan (1991–1992), lista
- Kuvait (alkotmányos monarchia)
  - Uralkodó - III. Dzsáber emír (1977–2006),[14]
  - Kormányfő - Szaad al-Abdulláh al-Szálim asz-Szabáh (1978–2003),[14] lista
- Laosz (népköztársaság)
  - A kommunista párt főtitkára - Kajszone Phomviháne (1975–1992), főtitkár
  - Államfő - 
    1. Szouphanouvong (1975–1991)
    2. Phoumi Vongvicsit (1986–1991)
    3. Kajszone Phomviháne (1991–1992), lista

  - Kormányfő - 
    1. Kajszone Phomviháne (1975–1991)
    2. Khamtaj Sziphandon (1991–1998), lista
- Libanon (köztársaság)
  - Államfő - Eliasz al-Hravi (1989–1998), lista
  - Kormányfő - Omar Karami (1990–1992), lista
- Makaó (Portugália tengerentúli területe)
  - Kormányzó - 
    1. Francisco Murteira Nabo (1990–1991)
    2. Vasco Joaquim Rocha Vieira (1991–1999), kormányzó
- Malajzia (parlamentáris monarchia)
  - Uralkodó - Azlan sah szultán (1989–1994)
  - Kormányfő - Mahathir bin Mohamad (1981–2003), lista
- Maldív-szigetek (köztársaság)
  - Államfő - Maumoon Abdul Gayoom (1978–2008), lista
- Mianmar (köztársaság)
  - Államfő - Saw Maung (1988–1992), lista
  - Kormányfő - Saw Maung (1988–1992), lista
- Mongólia (köztársaság)
  - Államfő - Punszalmágín Ocsirbat (1990–1997), lista
  - Kormányfő - Dasín Bjambaszüren (1990–1992), lista
- Nepál (alkotmányos monarchia)
  - Uralkodó - Bírendra király (1972–2001)
  - Kormányfő - 
    1. Krisna Praszad Bhattarai (1990–1991)
    2. Giridzsa Praszad Koirala (1991–1994), lista
- Omán (abszolút monarchia)
  - Uralkodó - Kábúsz szultán (1970–2020)
  - Kormányfő - Kábúsz bin Száid al Száid (1972–2020), lista
- Pakisztán (köztársaság)
  - Államfő - Gulám Isák Kán (1988–1993), lista
  - Kormányfő - Naváz Saríf (1990–1993), lista
- Srí Lanka (köztársaság)
  - Államfő - Ranasinghe Premadasa (1989–1993), lista
  - Kormányfő - Dingiri Banda Vidzsetunge (1989–1993), lista
- Szaúd-Arábia (abszolút monarchia)
  - Uralkodó - Fahd király (1982–2005)
  - Kormányfő - Fahd király (1982–2005)
- Szingapúr (köztársaság)
  - Államfő - Ví Kimví (1985–1993), lista
  - Kormányfő - Go Csok-tong (1990–2004), lista
- Szíria (köztársaság)
  - Államfő - Hafez al-Aszad (1971–2000), lista
  - Kormányfő - Mahmoud Zuabi (1987–2000), lista
- Tajvan (köztársaság)
  - Államfő - Li Teng-huj (1988–2000), lista
  - Kormányfő - Hau Pejcun (1990–1993), lista
- Tádzsikisztán (köztársaság)
- A Tádzsik Szovjet Szocialista Köztársaság 1991. szeptember 9-én vált függetlenné.
  - A kommunista párt vezetője – Qahhor Mahkamov (1985–1991), a Tádzsik Kommunista Párt főtitkára
  - Államfő - 
    1. Qahhor Mahkamov (1990–1991), a Tádzsik SzSzK elnöke
    2. Qadriddin Aszlonov (1991), ügyvivő
    3. Rahmon Nabijev (1991), Tádzsikisztán elnöke
    4. Akbarso Iszkandrov (1991), ügyvivő
    5. Rahmon Nabijev (1991–1992), lista

  - Kormányfő - Izatullo Khajojev (1991–1992), lista
- Thaiföld (parlamentáris monarchia)
  - Uralkodó - Bhumibol Aduljadezs király (1946–2016)
  - Kormányfő - 
    1. Csaticsaj Csoonhavan (1988–1991)
    2. Anand Panyaracsun (1991–1992), lista
- Törökország (köztársaság)
  - Államfő - Turgut Özal (1989–1993), lista
  - Kormányfő - 
    1. Yıldırım Akbulut (1989–1991)
    2. Mesut Yılmaz (1991)
    3. Süleyman Demirel (1991–1993), lista
- Türkmenisztán (köztársaság)
- A Türkmén Szovjet Szocialista Köztársaság 1991. október 27-én vált függetlenné.
  - A Kommunista párt vezetője – Saparmyrat Nyýazow (1985–1991), a Türkmén Kommunista Párt első titkára
  - Államfő - Saparmyrat Nyýazow (1990–2006), lista
  - Kormányfő – Han Ahmedov (1989–1992), a Türkmén Minisztertanács elnöke
- Üzbegisztán (köztársaság)
- Az Üzbég Szovjet Szocialista Köztársaság 1991. augusztus 31-én kiáltotta ki függetlenségét.
  - A kommunista párt vezetője – Islom Karimov (1989–1991), az Üzbég Kommunista Párt első titkára
  - Államfő - Islom Karimov (1990–2016), lista
- Vietnám (népköztársaság)
  - A kommunista párt főtitkára - 
    1. Nguyễn Văn Linh (1986–1991)
    2. Đỗ Mười (1991–1997), főtitkár

  - Államfő - Võ Chí Công (1987–1992), lista
  - Kormányfő - 
    1. Đỗ Mười (1988–1991)
    2. Võ Văn Kiệt (1991–1997), lista

## Óceánia
- Amerikai Szamoa (Az Amerikai Egyesült Államok külterülete)
  - Kormányzó - Peter Tali Coleman (1989–1993), lista
- Ausztrália (parlamentáris monarchia)
  - Uralkodó - II. Erzsébet királynő, Ausztrália királynője, (1952–2022)
  - Főkormányzó - Bill Hayden (1989–1996), lista
  - Kormányfő - 
    1. Bob Hawke (1983–1991)
    2. Paul Keating (1991–1996), lista

  -  Karácsony-sziget (Ausztrália külterülete)
    - Adminisztrátor - 
      1. W.A. McKenzie (1990–1991)
      2. P. Gifford (1991–1992) megbízott

  -  Kókusz (Keeling)-szigetek (Ausztrália külterülete)
    - Adminisztrátor - Barry Cunningham (1990–1992

  -  Norfolk-sziget (Ausztrália autonóm területe)
    - Adminisztrátor - Herbert Bruce MacDonald (1989–1992)
    - Kormányfő - David Buffett (1989–1992), lista
- Északi-Mariana-szigetek (Az USA külbirtoka)
  - Kormányzó - Lorenzo De Leon Guerrero (1990–1994), lista
- Fidzsi (köztársaság)
  - Államfő - Penaia Ganilau (1987–1993), lista
  - Kormányfő - Ratu Sir Kamisese Mara (1987–1992), lista
- Francia Polinézia (Franciaország külterülete)
  - Főbiztos - Jean Montpezat (1987–1992), lista
  - Kormányfő - 
    1. Alexandre Léontieff (1987–1991)
    2. Gaston Flosse (1991–2004), lista
- Guam (Az USA külterülete)
  - Kormányzó - Joseph Franklin Ada (1987–1995), lista
- Kiribati (köztársaság)
  - Államfő - 
    1. Ieremia Tabai (1983–1991)
    2. Teatao Teannaki (1991–1994), lista
- Marshall-szigetek (köztársaság)
  - Államfő - Amata Kabua (1979–1996),[15] lista
- Mikronézia (köztársaság)
  - Államfő - 
    1. John Haglelgam (1987–1991)
    2. Bailey Olter (1991–1997), lista
- Nauru (köztársaság)
  - Államfő - Bernard Dowiyogo (1989–1995), lista
- Nyugat-Szamoa (parlamentáris monarchia)
  - Uralkodó - Malietoa Tanumafili II, O le Ao o le Malo (1962–2007)
  - Kormányfő - Tofilau Eti Alesana (1988–1998), lista
- Palau (ENSZ gyámsági terület)
  - Államfő - Ngiratkel Etpison (1989–1993), lista
- Pápua Új-Guinea (parlamentáris monarchia)
  - Uralkodó - II. Erzsébet királynő, Pápua Új-Guinea királynője (1975–2022)
  - Főkormányzó - 
    1. Sir Vincent Eri (1990–1991)
    2. Sir Wiwa Korowi (1991–1997), lista

  - Kormányfő - Rabbie Namaliu (1988–1992), lista
  -  Bougainville (autonóm terület)
  - Miniszterelnök – Sam Tulo (1990–1995) adminisztrátor
- Pitcairn-szigetek (Az Egyesült Királyság külbirtoka)
  - Kormányzó - David Moss (1990–1994), lista
- Salamon-szigetek (parlamentáris monarchia)
  - Uralkodó - II. Erzsébet királynő, a Salamon-szigetek királynője (1978–2022)
  - Főkormányzó - George Lepping (1988–1994), lista
  - Kormányfő - Solomon Mamaloni (1989–1993), lista
- Tonga (alkotmányos monarchia)
  - Uralkodó - IV. Tāufaʻāhau Tupou király (1965–2006)[16]
  - Kormányfő - 
    1. Fatafehi Tu'ipelehake herceg (1965–1991)[16]
    2. Baron Vaea (1991–2000), lista
- Tuvalu (parlamentáris monarchia)
  - Uralkodó - II. Erzsébet királynő, Tuvalu királynője (1978–2022)
  - Főkormányzó - Sir Toaripi Lauti (1990–1993), lista
  - Kormányfő - Bikenibeu Paeniu (1989–1993), lista
- Új-Kaledónia (Franciaország külbirtoka)
  - Főbiztos - 
    1. Bernard Grasset (1988–1991)
    2. Alain Christnacht (1991–1994), lista
- Új-Zéland (parlamentáris monarchia)
  - Uralkodó - II. Erzsébet királynő, Új-Zéland királynője (1952–2022)
  - Főkormányzó - Dame Catherine Tizard (1990–1996), lista
  - Kormányfő - Jim Bolger (1990–1997), lista
  -  Cook-szigetek (Új-Zéland társult állama)
    - A királynő képviselője - Sir Apenera Short (1990–2000)
    - Kormányfő - Geoffrey Henry (1989–1999), lista

  -  Niue (Új-Zéland társult állama)
    - Kormányfő - Sir Robert Rex (1974–1992), lista

  -  Tokelau-szigetek (Új-Zéland külterülete)
    - Adminisztrátor - Graham Keith Ansell (1990–1992)
- Vanuatu (köztársaság)
  - Államfő - Frederick Karlomuana Timakata (1989–1994), lista
  - Kormányfő - 
    1. Walter Lini (1979–1991)[17]
    2. Donald Kalpokas (1991)
    3. Maxime Carlot Korman (1991–1995), lista
- Wallis és Futuna (Franciaország külterülete)
  - Főadminisztrátor - Robert Pommies (1990–1993), lista
  - Területi Gyűlés elnöke - Clovis Logologofolau (1990–1992), lista